# Drepanocladus
Drepanocladus (C. Müller) G. Roth é um género de musgos pertencente à família Amblystegiaceae, com distribuição natural do tipo cosmopolita, que agrupa cerca de 30 espécies de musgos aquáticos e dos pântanos, que podem ocorrer tanto em formas terrestres quanto aquáticas. A morfologia das espécies varia muito em hábito, sendo frequentemente ramificadas.

## Descrição
Os filídios apresentam sempre costas longas (o equivalente às nervuras), que em algumas espécies também podem ser duplas. Apenas a espécie Drepanocladus fluitans apresenta uma costa curta. As folhas também são retas a curvas de forma circular, sempre sem dobras e pontiagudas em forma de foice, podendo ocorrer desvios nas formas aquáticas com maior frequência. As folhas são retas a curvas circularmente e têm uma densa rede de células foliares prosenquimáticas, em que os leucocistos e os lóbulos são bem desenvolvidos, mas podem não estar presentes em algumas espécies. Drepanocladus tem um duplo peristoma (os dentículos da cápsula dos musgos pleurocárpicos) e uma cápsula ligeiramente inclinada.
As cerca de 30 espécies do género ocorrem nas áreas temperadas e frias dos hemisférios norte e sul e nas montanhas dos trópicos e subtrópicos. Ocorrem 13 espécies na Europa.
O género foi descrito por Karl Johann August Müller e publicado em Hedwigia 38(Beibl.): 6. 1899,. tendo como espécie tipo Drepanocladus aduncus (Hedw.) Warnst.

## Espécies
O género inclui as seguintes espécies:
- Drepanocladus aduncus (Hedw.) Warnst., 1903
- Drepanocladus andinus (Mitt.) Broth. ex Paris, 1909
- Drepanocladus angustifolius (Hedenas) Hedenas & Rosborg, Charlotta
- Drepanocladus aquaticus (Sanio) Warnst.
- Drepanocladus arcticus (R.S. Williams) Hedenas
- Drepanocladus arnellii (Sanio) G. Roth
- Drepanocladus austro-aduncus (Müll.Hal.) Broth. ex Paris
- Drepanocladus austro-fluitans (Müll.Hal.) Broth. ex Paris
- Drepanocladus brachiatus (Mitt.) Dixon
- Drepanocladus brevinervis (Broth.) Broth. ex Paris
- Drepanocladus brotheri (Sanio) G.Roth
- Drepanocladus capillaceus (Mitt.) Broth. ex Paris
- Drepanocladus cardotii (Thér.) Hedenas
- Drepanocladus cossonii (Schimp.) Loeske
- Drepanocladus cuspidarioides (Müll.Hal.) Broth. ex Paris
- Drepanocladus exannulatus (Schimp.) Warnst.
- Drepanocladus flageyi (Renauld) Wheld.
- Drepanocladus fluitans (Hedw.) Warnst.
- Drepanocladus fontinaloides (Hampe) Broth. ex Paris
- Drepanocladus fuegianus (Mitt.) Broth. ex Paris
- Drepanocladus gigas (Warnst.) Mikut.
- Drepanocladus haeringianus (Ettingsh.) Broth.
- Drepanocladus hamifolius (Schimp.) G. Roth
- Drepanocladus hercynicus Warnst.) G. Roth
- Drepanocladus hollosianus (Schilb.) Györffy
- Drepanocladus hyperboreus Bryhn) Grout
- Drepanocladus jamesii-macounii (Kindb.) Grout
- Drepanocladus leitensis Mitt.) Broth. ex Paris
- Drepanocladus longicuspis (Lindb. & Arnell) Broth.
- Drepanocladus longifolius (Mitt.) Broth. ex Paris
- Drepanocladus perplicatus (Dusén) G. Roth
- Drepanocladus polycarpon (Blandow ex Voit) Warnst.
- Drepanocladus polygamus (Schimp.) Hedenas
- Drepanocladus secundifolius (Müll. Hal.) Dixon
- Drepanocladus sendtneri (Schimp.) Warnst.
- Drepanocladus simplicissimus Warnst.
- Drepanocladus sordidus (Müll. Hal.) Hedenas
- Drepanocladus sparsus Müll. Hal.
- Drepanocladus subjulaceus (Schimp.) Roiv.